# Astacopsis gouldi
Espèce
Statut de conservation UICN

 EN A2ac : En danger
L'écrevisse géante de Tasmanie (Astacopsis gouldi) est une espèce d'écrevisses de la famille des Parastacidae. C'est l'invertébré d'eau douce le plus grand du monde.

## Distribution
Cette espèce est endémique de Tasmanie. Elle est considérée comme une espèce vulnérable à cause des perturbations de son habitat.

## Description
Par le passé il existait des individus de plus de 5 kg et d'une longueur de 80 cm de long, aujourd'hui, les individus de plus de 2 kg sont rares.
Astacopsis gouldi peut vivre jusqu'à 40 ans. Ses principaux prédateurs sont les êtres humains, les ornithorynques, le poisson Gadopsis marmoratus et le rongeur Hydromys chrysogaster. Il est protégé depuis 1995 et sa pêche est illégale, les contrevenants encourant une amende de 10 000 dollars australien (soit environ 6 650 euros).

## Étymologie
Le nom de l'espèce commémore le naturaliste britannique John Gould (1804-1881).

## Publication originale
- Clark, E. 1936 : The freshwater and land crayfishes of Australia. Memoirs of the National Museum of Victoria, vol. 10, p. 5-58.